# Yeşilçam, Bozdoğan
Yeşilçam là một xã thuộc huyện Bozdoğan, tỉnh Aydın, Thổ Nhĩ Kỳ. Dân số thời điểm năm 2010 là 320 người.